# 任不齐

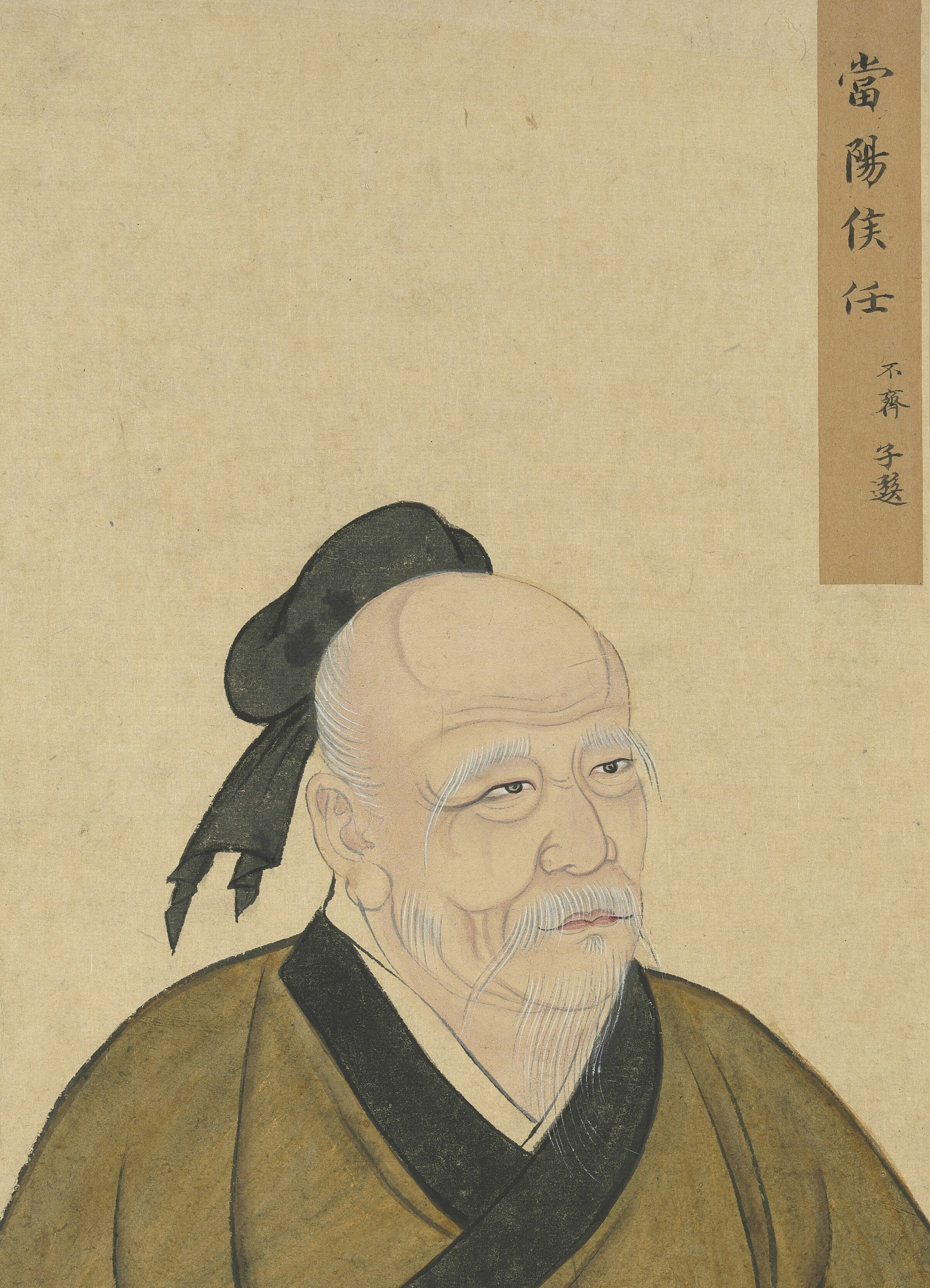
任不齊

任不齊（前545年—前468年），字子選，春秋戰國時薛國（今山東濟寧桃鄉）人。孔子七十二賢弟子之一，被唐朝皇帝追封為任城伯，宋朝天子加封為當陽侯。楚國和齊國曾送國書聘不齊為上卿宰相，都被不齊拒絕了。任不齊是黃帝二十五子之一禺陽的後代。禺陽（帝俊，少昊，又稱青陽或禹陽）被封於任國，以國為姓。《左傳》和《文子》等文獻記載，任國傳承伏羲任（妊）姓，歷朝代表華夏，主持祭祀伏羲和濟水之神。禺陽為父系社會任姓始祖。眾多文獻和《任氏宗譜》記載，任不齊為禺陽第六十四世孫。

## 生平
任不齊，生於周靈王二十七年三月，卒於周元王八年九月。葬桃鄉，墓在濟寧城北房葛鋪。唐朝皇帝追封其為任城伯，宋朝天子又加封其為當陽侯，明朝改稱“先賢任子”。任不齊通六藝，工詩、禮，尤精通於樂。孔子死後，他守靈三年後方返回故鄉桃鄉(今山東省濟寧任城)。楚王聽説他的賢明，想聘為上卿，他拒絕了。《任子遺書》載齊王亦送國書聘不齊為宰相，也被不齊拒絕了。不齊專心在家作詩傳，禮緯注，樂經，述孔子言作逸語三篇。
著有《任子遺書》十二篇：《三才》、《為學》、《忠孝》、《言行》、《治道》、《進賢》、《刑賞》、《禮教》、《樂訓》、《燕居》、《問答》(上、下篇)。
。

## 歷代追封
- 漢明帝永平十五年（72年）從祀孔廟。
- 唐玄宗開元二十七年（739年）封任城伯。
- 宋真宗大中祥符二年（1009年）封当阳侯。
- 明世宗嘉靖九年（1530年）封先賢任子。